# La Higuera (Chile)
La Higuera es una comuna y pueblo de la provincia de Elqui, región de Coquimbo, en el Norte Chico de Chile. Limita al oeste con el océano Pacífico, al este con la región de Atacama y al sur con las comunas de Vicuña y La Serena.
Asimismo, forman parte de la comuna también, entre otras, las islas Chañaral, Choros y Damas, las que forman parte de la Reserva nacional Pingüino de Humboldt, administrada por la Corporación Nacional Forestal (CONAF). En la isla Damas se encuentra además la playa La Tijera en su extremo sur.
Integra junto con las comunas de La Serena, Vicuña, Paihuano y Andacollo el distrito electoral N.º 7 y pertenece a la 4.ª circunscripción senatorial (Coquimbo).

## Historia

### Antecedentes
Antes de su fundación, la comuna fue un antiguo asentamiento humano ocupado por Changos y Camanchacas que consideraron esas tierras privilegiadas para establecerse.
Aproximadamente, en el año 1844, se descubre el gran mineral de cobre de La Higuera y más tarde El Tofo, que dio una importante contribución económica a la capital regional y por supuesto al país. Su producción minera es tal que en el siglo XIX se llegó habilitar un puerto especial para explotar los minerales del puerto menor de Totoralillo, habitándose en éste, una fundación al igual que una en La Higuera.
Es reconocida históricamente como comuna minera y su pertinente auge se desarrolló entre los años 1855 y 1880. Esto motivó la llegada de numerosas familias a localidades como El Tofo, cercana a la mina del mismo nombre; sin embargo, la riqueza se agotó, produciendo un gran impacto que incentivó el éxodo de parte de la población.

### Creación de la comuna y desarrollo
La comuna de La Higuera fue creada en 1891, aunque figura en los libros con su instalación el 21 de diciembre de 1892. En 1894 comienza a funcionar su municipio.
Francisco Astaburoaga escribió en 1899 en su Diccionario Geográfico de la República de Chile: 311  sobre La Higera, pero solo lo describe como un 'grupo de minas', además, describe algunos servicios donde indica la descripción como 'aldea':

Higuera (Mineral de la).-—Grupo de minas de cobre situado en el departamento de la Serena por los 29° 31' Lat. y 71° 15' Lon. y á unos 45 kilómetros al N. de su capital. Se halla en la falda occidental de un nudo de cerros que se levanta á mas de 1,200 metros sobre el nivel del Pacífico, distante éste 18 kilómetros al O. por donde queda el puerto de Totoralillo. Se han abierto en él sobre 50 minas, que producen notable cantidad de cobre. Comprende un centro de población con una iglesia, dos escuelas gratuitas, oficinas de registro civil, correo y telégrafo, establecimientos de fundición de sus minerales y 2,296 habitantes y operarios dentro de sus minas. Esta aldea data desde 1840, y el descubrimiento de sus primeras vetas del metal de muchos años antes. El nombre le viene del apellido de un antiguo propietario de estos parajes.

Posteriormente, el geógrafo Luis Risopatrón lo describe como una ‘aldea’ en su libro Diccionario Geográfico de Chile en el año 1924:: 392 

Higuera (Aldea La) 29° 30’ 71° 13’. Es de corto caserío, cuenta con servicio de correos, telégrafos, rejistro civil i escuelas públicas, así como con establecimientos de fundición de minerales, data desde 1840 i se encuentra a unos 700 m de altitud, en las faldas del cerro que contiene las famosas minas de su nombre, a unos 15 kilómetros hacia el E del puerto de Totoralillo.

En la actualidad, los testimonios de esta esplendorosa época son los escoriales de las fundiciones del empresario minero Pedro Pablo Muñoz que se visualizan en el acceso norte al pueblo de La Higuera, los que presentan una manifestación de añoranzas, además de los innumerables túneles subterráneos que cruzan aquel poblado. Por allí transitaban los mineros transportando su ansiado mineral.

## Medio ambiente

### Geomorfología y componentes abióticos

Trazado simplificado de los ecosistemas y cuerpos de agua presentes en la comuna de La Higuera.

La comuna de La Higuera se encuentra emplazada en las unidades geomorfológicas de Pampa ondulada o austral, Pampa transicional, Planicie marina o fluviomarina, Cordones transversales, Farellón costero y Llanos de sedimentación fluvial o aluvional; y presenta según la clasificación climática de Köppen clima de tundra de lluvia invernal (ET (s)), clima semiárido (BSk), clima semiárido de lluvia invernal (BSk (s)) y clima semiárido de lluvia invernal e influencia costera (BSk (s) (i)). Esta además se halla entre las cuencas hidrográficas de Costeras e Islas entre el río Huasco y la región de Coquimbo, Costeras e Islas entre la región de Atacama y la Quebrada Los Choros, Costeras entre el río Los Choros y río Elqui, río Elqui, río Huasco y Río los Choros.

### Componentes bióticos

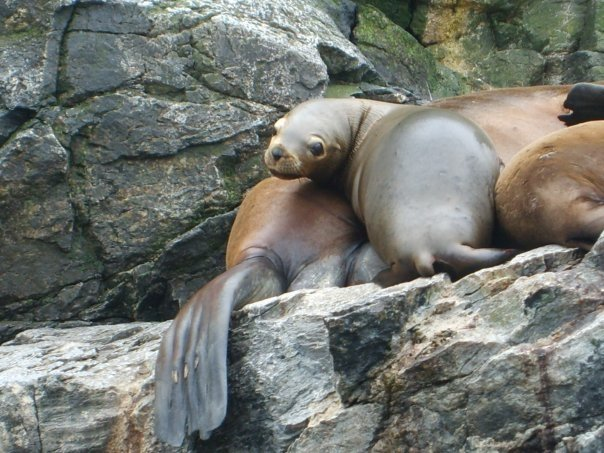
Otaria flavescens (Lobo marino sudamericano) en Punta de Choros, Región de Coquimbo.

Dentro del territorio de la comuna se pueden hallar los siguientes ecosistemas:
- Herbazal tropical-mediterráneo andino donde predomina Chaetanthera sphaeroidalis (Vulnerable)
- Matorral bajo desértico mediterráneo andino donde predominan Senecio proteus y Haplopappus baylahuen (Preocupación menor)
- Matorral bajo tropical-mediterráneo andino donde predominan Adesmia hystrix y Ephedra breana (Preocupación menor)
- Matorral bajo tropical-mediterráneo andino donde predominan Adesmia subterranea y Adesmia echinus (Vulnerable)
- Matorral desértico mediterráneo costero donde predominan Oxalis virgosa y Heliotropium stenophyllum (Preocupación menor)
- Matorral desértico mediterráneo interior donde predominan Adesmia argentea y Bulnesia chilensis (Preocupación menor)
- Matorral desértico mediterráneo interior donde predominan Heliotropium stenophyllum y Flourensia thurifera (Preocupación menor)
- Zonas geográficas hinóspitas sin vegetación (Sin información)

### Medidas de protección ambiental y conflictos socioambientales
Hasta 2022, la comuna de La Higuera cuenta con las siguientes zonas que poseen algún nivel de protección ambiental:
- Chañaral de Aceituno (Ampliación Reserva Marina) (Sitios ERB)[14]
- Cuesta Pajonales (Sitios ERB)[15]
- Isla Gaviota (Bien Nacional Protegido)[16]
- Punta Teatinos-Caleta Hornos/Sector costero al Norte de la Serena (Sitios Ley 19.300)[17]
- Reserva Marina Islas Choros - Damas (Reserva Marina)[18]
- Reserva Marina Punta Choros (Sitios Ley 19.300)[19]
- Reserva Nacional Pingüino de Humboldt (Reserva Nacional)[20]
- Santuario de la Naturaleza Humedal La Boca (Santuario de la Naturaleza)[21]

#### Escasez de recursos hídricos
Un inconveniente que ha afectado a esta comuna es la escasez de agua potable, debido a diversos factores, lo que ha redundado en airadas muestras de molestia por parte de los vecinos, quienes reclaman una rápida solución a sus demandas, lo que activado tanto al municipio de La Higuera, como al Gobierno Regional de Coquimbo.

#### Central termoeléctrica Barrancones
El 2008 surge el proyecto de Suez Energy de instalar una central termoeléctrica a 23 km del sector de Punta de Choros. Tras ser aceptado por el parlamento, organizaciones ecologistas clamaron para que no se instalara debido al posible impacto ecológico que tendría en el medio ambiente. El 25 de agosto de 2010, el presidente Sebastián Piñera puso freno al proyecto, intentando llegar a un acuerdo para que la termoeléctrica se construyera en otra localidad.

## Demografía

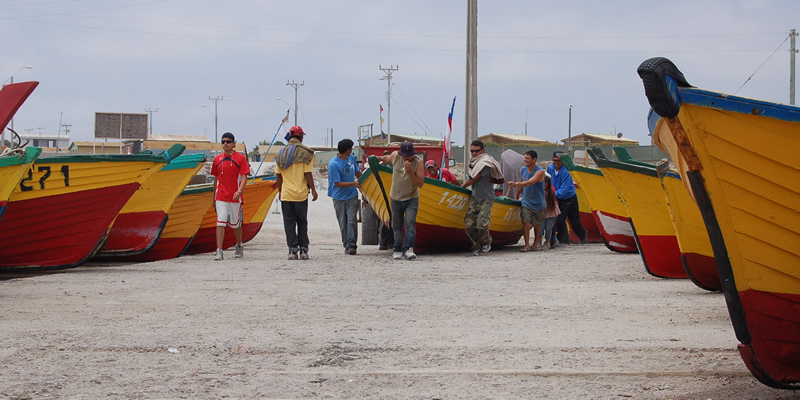
Grupo de Pescadores, del sector "Los Choros".

La población comunal ha estado estrechamente relacionada con hitos como la actividad minera a fines del siglo XIX y primeras décadas del 1900, la actividad turística y pesquera en la actualidad, así como el extinto ferrocarril La Serena - Vallenar y la Ruta 5 Norte. La población urbana comunal corresponde exclusivamente a la cabecera comunal del mismo nombre. Además, existe una serie de aldeas y caseríos distribuidos en el territorio comunal, como es el caso de Caleta Los Hornos y Punta de Choros.
La comuna tiene una superficie de 4158,2 km², en los que viven (en 2017) 4241 habitantes, de los cuales 2236 son hombres y 2005 son mujeres.  
La población de la comuna se encuentra esparcida en una serie de localidades dispersas por toda la comuna. Entre los principales núcleos se pueden nombrar a Caleta Los Hornos, La Higuera (capital comunal), y Punta de Choros, este último famoso por sus bellas playas y por una colonia de delfines "nariz de botella" (ejemplares que son los más australes del mundo en vida silvestre) que frecuenta sus costas.
En el año 2017, la ciudad de La Higuera contaba con 1,251 habitantes. La Caleta Hornos tenía una población de 811 personas. Por su parte, Punta Colorada registró 324 habitantes y Punta de Choros 311. La localidad de El Trapiche contaba con 288 residentes, mientras que Chungungo tenía 267 habitantes. Los Choros registró una población de 231 personas.

## Administración

### Municipalidad
La alcaldesa de la comuna es en la actualidad Uberlinda Aquea Barraza (Partido Socialista).
Cuenta el municipio además con los siguientes concejales:
- Urbano Morales González (PC)
- Roquer González Rojas (UDI)
- Yudis González Rivera (RN)
- Luis Rivera Ponce (PS)
- Ivana Godoy Ahumada (UDI)
- Ivonne Valenzuela Valenzuela (PS)

### Representación parlamentaria
La Higuera pertenece al distrito electoral n.º 5 y a la 5.ª circunscripción senatorial (Coquimbo). Es representada en la Cámara de Diputados del Congreso Nacional por los diputados:
- Juan Manuel Fuenzalida Cobo (UDI)
- Marco Antonio Sulantay Olivares (UDI)
- Víctor Alejandro Pino Fuentes (Demócratas)
- Ricardo Cifuentes Lillo (PDC)
- Daniel Manouchehri Moghadam Kashan Lobos (PS)
- Carolina Tello Rojas (FA)
- Nathalie Castillo Rojas (PC)

A su vez, es representada en el Senado por los senadores:
- Sergio Gahona Salazar (UDI)
- Matías Walker Prieto (Demócratas)
- Daniel Núñez Arancibia (PC)

## Economía

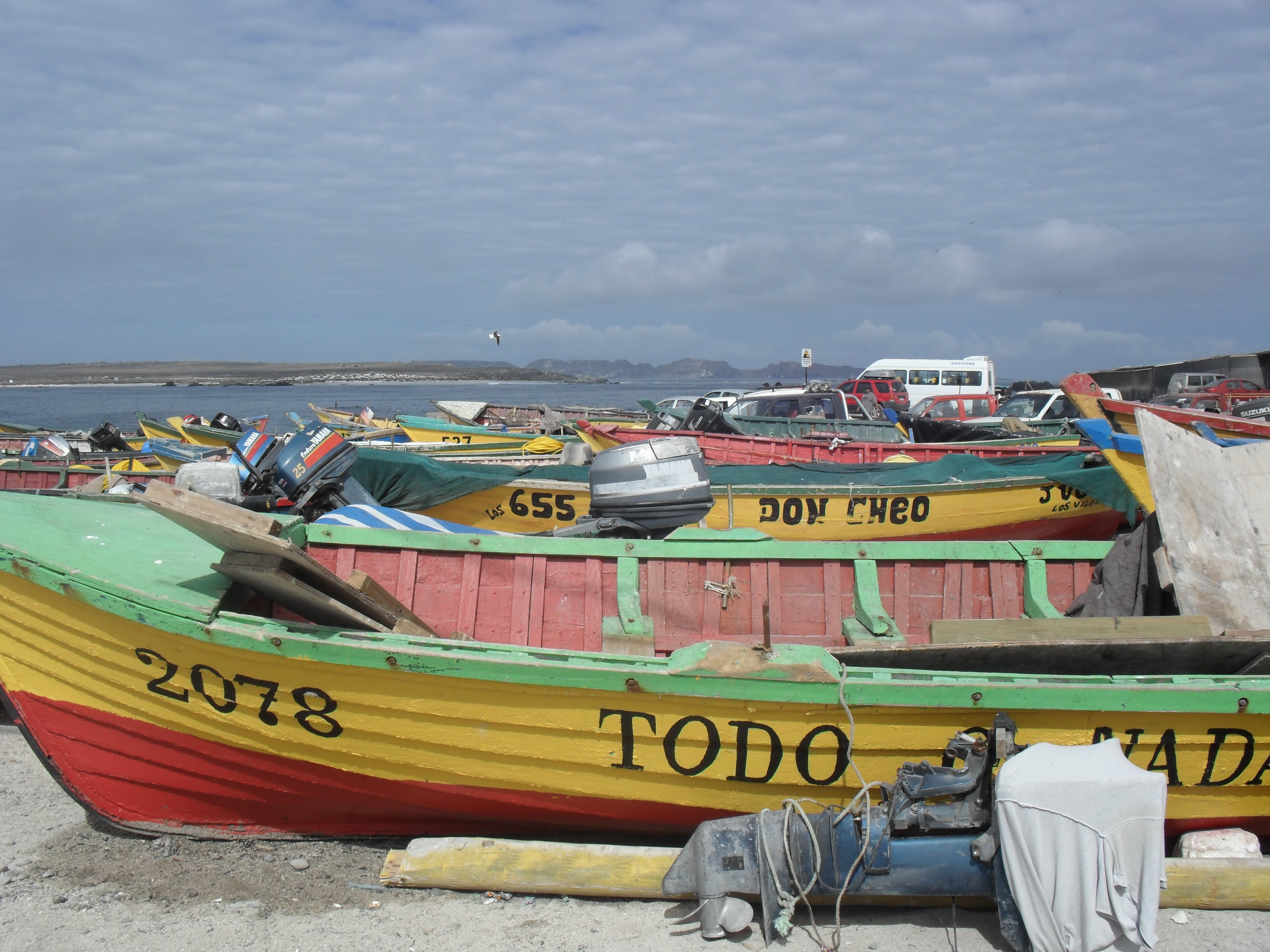
Caleta Punta de Choros, 2014.

En 2018, la cantidad de empresas registradas en La Higuera fue de 68. El Índice de Complejidad Económica (ECI) en el mismo año fue de -0,93, mientras que las actividades económicas con mayor índice de Ventaja Comparativa Revelada (RCA) fueron Extracción de Minerales de Hierro (500,27), Venta al por Mayor de Metales y Minerales Metalíferos (182,06) y Otros Tipos de Hospedaje Temporal como Campin, Albergues, Posadas, Refugios (123,66).

### Turismo
Pueblo muy turístico de aguas calmas y hermosas playas que invitan a descansar casi todo el año, ya que tiene muy buen clima; esta localidad es famosa por el fácil avistamiento de delfines, ballenas, lobos marinos y otras especies. Muy visitado por turistas que buscan lugares de Chile con atractivos aún con ambientes muy naturales y fáciles de llegar.

### Generación eléctrica
Existen proyectos para instalar en el territorio comunal una moderna central termoeléctrica, con el propósito de inyectarle mayor energía al Sistema Interconectado Central, considerando la falta de lluvias en las últimas temporadas, lo que ha hecho a las autoridades buscar alternativas a las centrales hidroeléctricas. Si bien hay sectores que consideran que el proyecto significaría un progreso para la comunidad, hay otros que se oponen, considerando los perjuicios medioambientales y sociales que implicaría.

## Lugares de interés

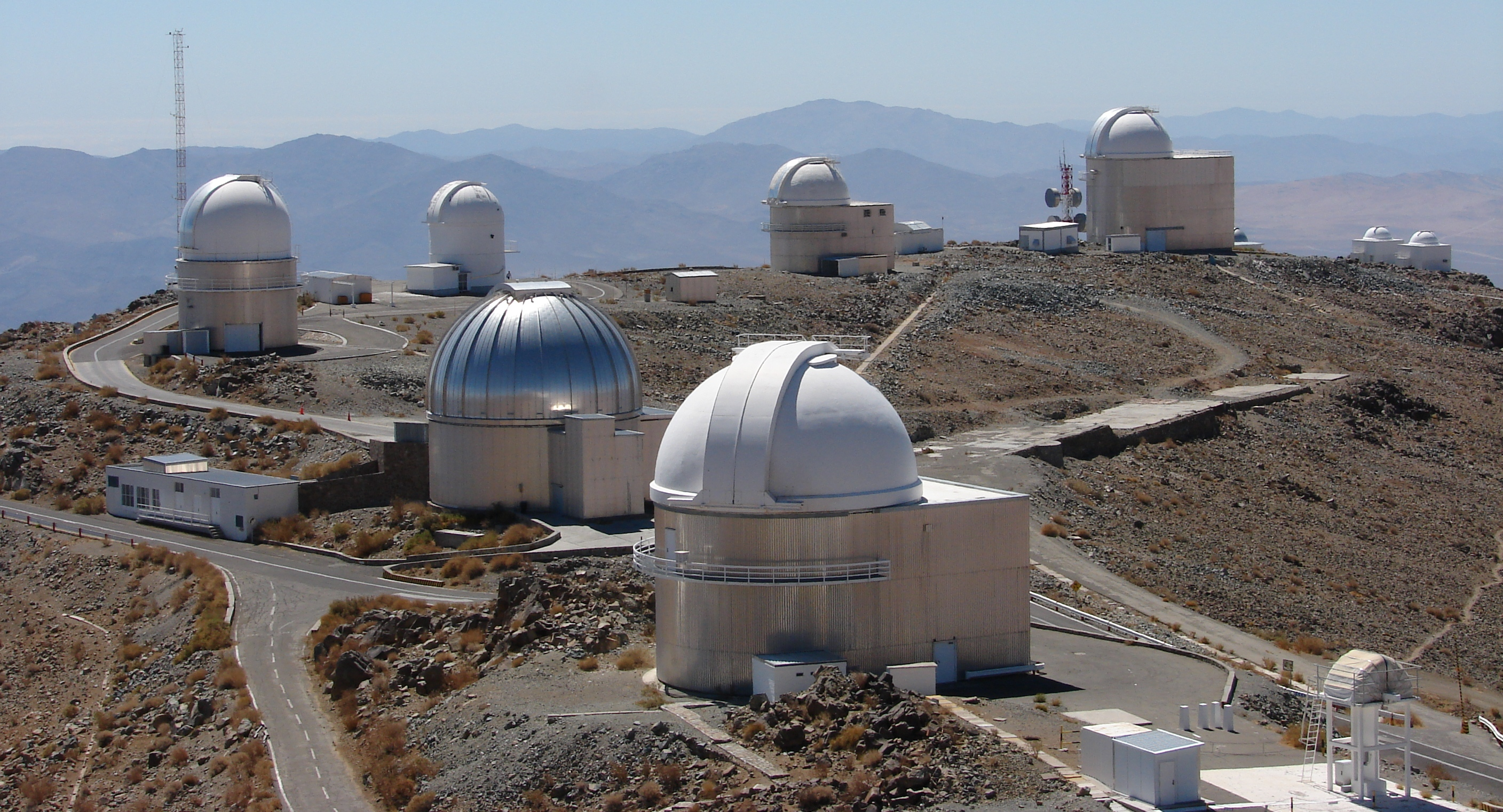
Observatorio astronómico de La Silla, 2007.

En el territorio comunal se encuentra ubicado el Observatorio astronómico del cerro La Silla. 

## Medios de comunicación

### Medios impresos
En La Higuera se distribuye el diario La Región, de cobertura regional, propiedad de los dueños de Semanario Tiempo, periódico semanal editado en la ciudad vecina de La Serena.

### Radioemisoras
- 88.7 MHz: Radio Ruta Norte (Repetidora)
- 93.9 MHz: Radio San Bartolomé (Repetidora)
- 94.7 MHz: Radio Ruta Norte (El Trapiche)
- 98.1 MHz: Nostálgica (Repetidora de Atacama)
- 98.9 MHz: Mi Radio (Repetidora)
- 106.1 MHz: Radio Fantástica (Caleta los Hornos)
- 106.5 MHz: Radio La Nueva Voz
- 107.1 MHz: Radio Caricia (Punta de Choros)
- 107.9 MHz: Radio Wanaku (Punta de Choros)

Radio La Nueva voz (106.5 FM) es la única radio que es de carácter local en la comuna de La Higuera.

### Televisión
- 5.1: Chilevisión HD
- 5.2: UChile TV
- 8.1: Canal 13 HD
- 8.2: T13 En Vivo